# Марьяновка (Звягельский район)
Марья́новка (укр. Мар'янівка) — посёлок, входит в Звягельский район Житомирской области Украины.

## История
В январе 1989 года численность населения составляла 1 602 человека.
В мае 1995 года Кабинет министров Украины утвердил решение о приватизации находившегося здесь стеклозавода.
По состоянию на 1 января 2013 года численность населения составляла 1513 человек.

## Местная власть
11725, Житомирская обл., Звягельский р-н, с. Чижовка, ул. Шевченко, 9.